# Медведев, Александр Ардалионович
Александр Ардалионович Медведев  (1858—1915) — русский военный педагог, генерал-лейтенант.

## Образование
Окончил 2-ю Санкт-Петербургскую военную гимназию, Окончил Николаевское кавалерийское училище и Николаевскую академию Генерального штаба в Санкт-Петербург (1884; по 2-му разряду)

## Послужной список
- В службу вступил 13 августа 1876 года. Окончил Николаевское кавалерийское училище. Выпущен прапорщиком (ст. 16.04.1878 года)
- С 1878 года в лейб-гвардии Конно-Гренадерский полку.
- Корнет (ст. 11.10.1882 года).
- Поручик (ст. 30.10.1883 года).
- В 1884 году закончил полный курс Николаевской академии Генерального штаба по 2-му разряду.
- С 25.09.1884 года по 26.08.1897 года — офицер-воспитатель Пажеского корпуса.
- штабс-ротмистр (ст. 13.04.1886 года)
- Капитан (ст. 06.12.1886 года).
- Подполковник (ст. 09.04.1889 года).
- Командир роты Пажеского корпуса (26.08.1897 года-19.05.1898 года)
- Полковник (ст. 06.12.1897 года).
- Инспектор классов Оренбургского Неплюевского кадетского корпуса (19.05.1898-12.07.1906).
- Генерал-майор (пр. 1905; ст. 06.12.1905 года; за отличие).
- С 12.07.1906 года — директор Первого Сибирского (Омского) Императора Александра I кадетского корпуса.
- Генерал-лейтенант (пр. 06.12.1911 года; ст. 06.12.1911 года; за отличие)
- Исключен из списков умершим 23.01.1916 года.

Скончался 7 декабря 1915 года в Омске, похоронен 11 декабря на Никольском кладбище.

## Награды
- Орден Святого Станислава 1-й степени.
- Орден Святой Анны 2 -й степени.
- Орден Святого Владимира3-й степени.